# San Pablo (Orange Walk)
San Pablo ist ein Ort im Orange Walk District von Belize. 2010 hatte der Ort ca. 960 Einwohner. Die Einwohner gehören mehrheitlich einer gemischten Bevölkerung an mit Yukatekisch-Maya und Mestizo-Abstammung. 2010 hatte der Ort ca. 1129 Einwohner.

## Geographie
San Pablo am Northern Highway liegt unmittelbar nördlich von San José und ist nur durch eine Straßenmarkierung von diesem Ort getrennt. Zusammen bilden die beiden Dörfer die drittgrößte Bevölkerungskonglomeration im Orange Walk District mit ca. 4000 Anwohnern. Im Norden verläuft die Grenze zum Distrikt Corozal.
Die Orte liegen zwischen Río Hondo und New River. Die Grenze zu Mexiko verläuft nur 5 km weiter westlich.

## Bevölkerung
Seit 1886 wurde in dem Gebiet die Landwirtschaftsform des milpas (Wanderfeldbau) betrieben. Eine dauerhafte Besiedlung erfolgte ab 1915. Die ersten Siedler waren Maya, die auf der Flucht nach dem Kastenkrieg von Yucatán schon eine Weile halbnomadisch gelebt hatten.
Die Bevölkerung besteht aus Maya, Mestizos (Yucatec Mayas), aber auch Chinesen, Taiwanesen und anderen Nationalitäten aus Mittelamerika. Die Bevölkerung ist hauptsächlich katholisch geprägt. Im Ort steht die San Pablo Catholic Church.

## Bildung
In San Pablo gibt es die San Pablo Roman Catholic School und die San Pablo Community School.